# Droevendaal

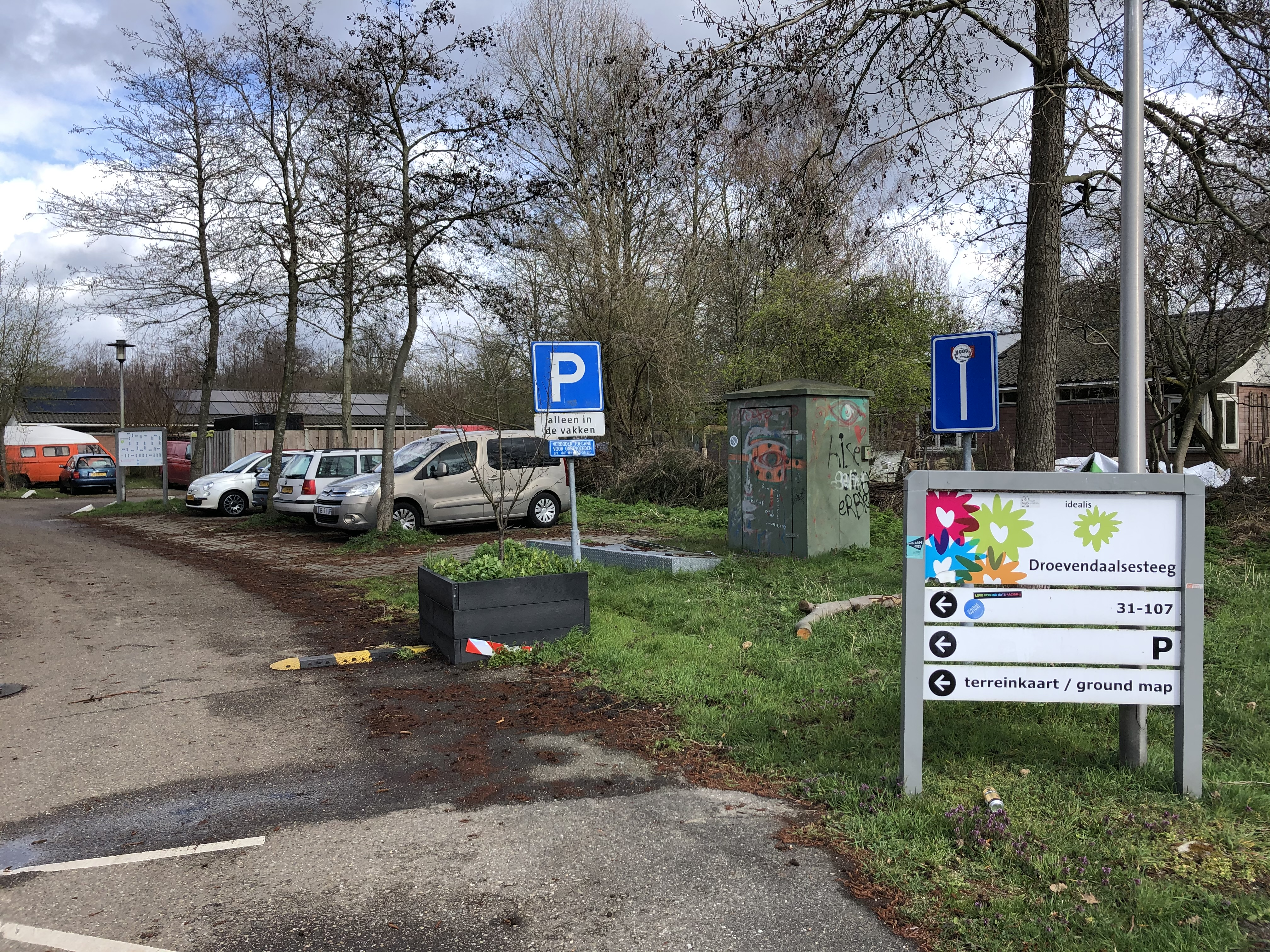
Entree van Droevendaal

Droevendaal, of Droef is een studentencomplex in een weiland nabij de buurtschap De Peppeld ten noorden van Wageningen. In 1977 en 1978 werden 24 houten barakken voor acht personen gebouwd door de Landbouw Hogeschool, als noodhuisvesting voor studenten. Enkele jaren later werden er 15 barakken voor zes personen toegevoegd door de Stichting Studenten Huisvesting Wageningen (SSHW, nu Idealis). Dit complex kreeg de officiële naam Droevendaalsesteeg, maar wordt door de bewoners "Droevendaal" of "Droef" genoemd. De landelijke omstandigheden trokken volgens sommigen een soort mensen aan dat veel samen deed, maar in andere bronnen is de schatting dat 50% van het bewoner af komt op het 'ecologisch wonen' en de rest gewoon komt voor de lage huur. Hoewel het hele terrein eigenlijk grasveld had moeten blijven, groeide Droef dicht tot een woud van populieren en wilgen, struiken, pompoenen en veel berenklauwen.

## Woonoord met een eigen karakter
Droevendaal heeft een eigen karakter, een eigen burgemeester en een eigen krant: de Officiële Droevendaalse Vrijheidsstaatscourant Droevendalia. Behalve studenten en ex-studenten wonen er ook veel dieren op Droevendaal: katten, kippen, konijnen, varkens, hangbuikzwijntjes en geiten. In 2003 werd bij een telling geconstateerd dat er zo'n 1000 huisdieren rondliepen. De bewoners gaven hun barakken humorvolle namen, die soms tot op de dag van vandaag in de nieuwbouw gehandhaafd blijven. Een van oorspronkelijke barakken heette in de jaren 80 en 90 bijvoorbeeld 'Dolby-C'. De reden hiervan is dat de bewoners vanaf 1982 hun barak deelden met de huismeester van de SSHW Martin Ruijs. De bewoners van deze barak noemden zichzelf daarom ludiek 'de Ruijsonderdrukkers'. De barak-naam Dolby-C verwijst naar het ruisonderdrukkingssysteem van de firma Dolby. Andere barak-namen zijn:
- Moebarak
- De Binkenbunker - vanwege het hoge aantal bewoners met een motorfiets
- De Watermeloen -vanwege de groene gevel en het volledig rode interieur
- Slootgravers BV.

## Nieuwbouw

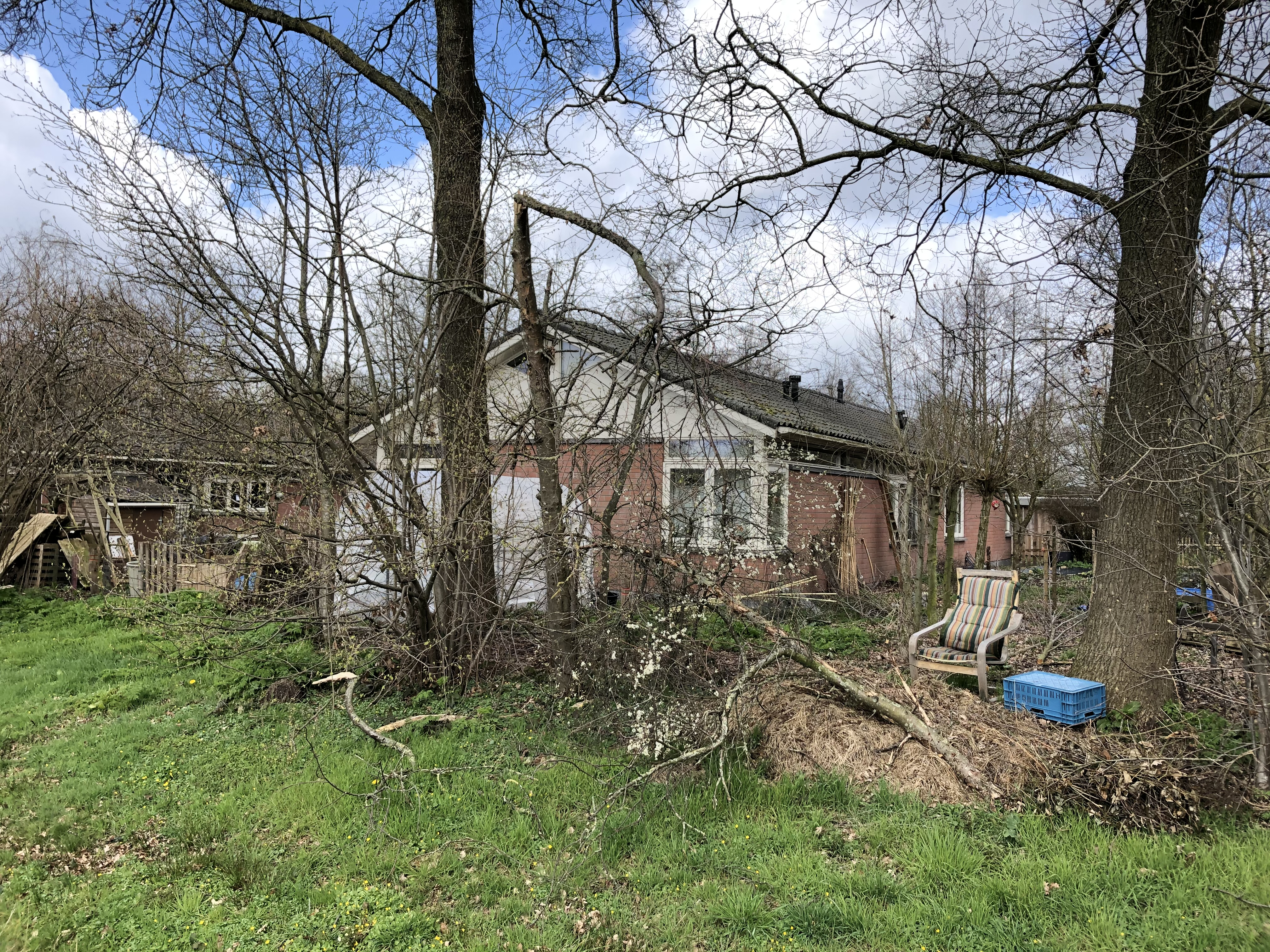
Nieuwbouw op Droevendaal

Oorspronkelijk was de verhuurder van plan de barakken in 1992 te slopen en niet te vervangen. De bewoners oefenden net zo lang druk uit op de instanties tot de toezegging kwam dat er in 1999 nieuwe huizen zouden komen: 34 stuks, waarvan er 33 elk geschikt zijn voor bewoning door zes personen. Het 34e gebouw bevat een algemene ruimte en het kantoor van de complexbeheerder. Over het ontwerp van de barakken en de tuinen is door de bewoners, gemeente en SSHW tot het gaatje onderhandeld. De verhuurder Idealis heeft geprobeerd om iets strengere regels omtrent het gebruik van het terrein in te stellen. Zo zijn kampvuurtjes nu verboden en als ze toch worden gestookt dan moet er een ruimte van zeven meter tot een van de muren van de woningen worden vrijgehouden.

## Bekende Droevendalers
Een bekende ex-bewoner van Droevendaal is Volkert van der Graaf -de moordenaar van Pim Fortuyn- die in de periode 1991-1998 er enkele maanden woonde in barak nr. 39 van deze plaatselijke vrijstaat. Deze barak is in 1999 gesloopt bij de vernieuwing van Droevendaal.